# Aphonopelma reversum
Aphonopelma reversum là một loài nhện trong họ Theraphosidae.
Loài này thuộc chi Aphonopelma. Aphonopelma reversum được Ralph Vary Chamberlin miêu tả năm 1940.